# برج شماره ۳
برج شماره ۳ مربوط به دوره زند است و در ندوشن، خیابان سجاد، روبروی پارک شهر واقع شده و این اثر در تاریخ ۱۱ مرداد ۱۳۸۴ با شمارهٔ ثبت ۱۲۳۶۳ به‌عنوان یکی از آثار ملی ایران به ثبت رسیده است.